# Yasumasa Kawasaki
Yasumasa Kawasaki (川﨑 裕大 Kawasaki Yasumasa?, nacido el 20 de agosto de 1992 en Kanagawa) es un futbolista japonés que juega como defensa.

## Trayectoria

### Clubes
| Club                     | País  | Año       |
| ------------------------ | ----- | --------- |
| Sanfrecce Hiroshima      | Japón | 2015-2017 |
| Yokohama FC (cedido)     | Japón | 2017      |
| Yokohama FC              | Japón | 2018-     |
| Kataller Toyama (cedido) | Japón | 2020-2021 |

## Estadística de carrera

### J. League
| Club                | Año   | J. League | J. League | Copa J. League | Copa J. League | Total | Total |
| Club                | Año   | Part.     | Goles     | Part.          | Goles          | Part. | Goles |
| ------------------- | ----- | --------- | --------- | -------------- | -------------- | ----- | ----- |
| Sanfrecce Hiroshima | 2015  | 0         | 0         | 0              | 0              | 0     | 0     |
| Sanfrecce Hiroshima | 2016  | 0         | 0         | 0              | 0              | 0     | 0     |
| Sanfrecce Hiroshima | 2017  | 0         | 0         | 6              | 0              | 6     | 0     |
| Yokohama FC         | 2017  | 1         | 0         | -              | -              | 1     | 0     |
| Total               | Total | 1         | 0         | 6              | 0              | 7     | 0     |